# باراتي كومار
باراتي كومار (بالإنجليزية: Bharati Kumar)‏ هي ممثلة هندية، ولدت في 26 يناير 1987 في دلهي في الهند.